# Megaselia pallidipalpis
Megaselia pallidipalpis är en tvåvingeart som beskrevs av Bridarolli 1951. Megaselia pallidipalpis ingår i släktet Megaselia och familjen puckelflugor. Inga underarter finns listade i Catalogue of Life.